# Метревели, Александр Ираклиевич
Алекса́ндр Ира́клиевич Метреве́ли (груз. ალექსანდრე ირაკლის ძე მეტრეველი; род. 2 ноября 1944, Тбилиси) — советский теннисист, бывшая девятая ракетка мира. Заслуженный мастер спорта СССР (1966). Почётный гражданин города Тбилиси (2017).
Наивысшее достижение — финал Уимблдонского турнира 1973 года, где он уступил Яну Кодешу из Чехословакии со счётом 1:6, 8:9(5-7), 3:6. Тот турнир бойкотировал 81 теннисист, включая многих лидеров, изначально Метревели был посеян под 13-м номером, но в результате получил 4-й номер посева. Тай-брейк во втором сете (тогда он игрался при счёте 8-8) стал первым в истории тай-брейком в финале мужского Уимблдона.
В 1968 и 1970 годах играл в финале Уимблдона в смешанном парном разряде вместе с Ольгой Морозовой.
В настоящее время работает спортивным комментатором.

## Турниры в одиночном разряде

### Победы (5)
| Год  | Турнир       |
| ---- | ------------ |
| 1971 | Хобарт       |
| 1972 | Аделаида     |
| 1972 | Хобарт       |
| 1972 | Сидней N.S.W |
| 1974 | South Orange |

### Финалы (6)
| Год  | Турнир              |
| ---- | ------------------- |
| 1968 | Монте-Карло         |
| 1973 | Уимблдон            |
| 1974 | Ноттингем           |
| 1974 | Сент-Луис           |
| 1974 | Сент-Питерсберг WCT |
| 1976 | Кливленд            |